# Novo Mundo (Mato Grosso)
Novo Mundo é um município brasileiro do estado de Mato Grosso. Localiza-se a uma latitude 09º57'01" sul e a uma longitude 55º11'54" oeste, estando a uma altitude de 330 metros. Possui uma área de 5791,050 km² e sua a população foi estimada, conforme dados do IBGE de 2018, em 8 990 habitantes.
Vizinho dos municípios de Matupá, Nova Guarita, Guarantã do Norte, e com a divisa do Estado do Pará, Novo Mundo se situa a 31 km a Norte-Oeste de Guarantã do Norte com acesso via MT419 e com a BR163.

## Etimologia
Existem duas versão da origem da denominação de "Novo Mundo". Uma diz que faz referência à mineradora Ouro Novo e à ideia de Novo Eldorado, um mundo novo. A outra indica que seria homenagem à cidade de Mundo Novo, no estado do Mato Grosso do Sul, de onde vieram muitos colonos para o Projeto de Assentamento Braço Sul.

## História
A região onde hoje é o município de Novo Mundo foi habitada por povos indígenas xinguanos, com menção direta aos Kreen-aka-rorê. O povoamento dessa área ocorreu na esteira dos projetos de colonização incentivados financeitamente pelos governos estadual e federal, tendo como um dos fatores determinantes a abertura da BR-163, chamada também de rodovia Cuiabá-Santarém. Vários núcleos de colonização surgiram às suas margens, já que assim o escoamento da produção agrícola era facilitado.
A povoação da área do atual município de Novo Mundo se deu pela descoberta de ouro, que gerou uma "corrida do ouro" por essas terras, com a vinda de muitas famílias a partir do final de 1979 início de 1980.
Em um segundo momento, quando percebeu-se que os indígenas já haviam sido expulsos, iniciou-se uma colonização com agricultores da região sul do país, executada pelo INCRA. Em maio de 1983, chegaram as famílias de agricultores que estavam no Paraguai e em Mundo Novo/MS, aguardando aprovação do INCRA. No total, 500 famílias de agricultores foram assentadas pelo projeto. Nesse mesmo período, o garimpo foi se extinguindo porque passou a ser uma atividade cara.
Novo Mundo foi elevado a município desmembrado do município de Guarantã do Norte em 17 de novembro de 1995 (lei estadual nº 6685), tendo seu distrito sede instalado em 01 de janeiro de 1997.

## Economia
A Economia de Novo Mundo é voltada para a Agropecuária, seguido por serviços e Industria. Destaque recente é a Agropecuária. Possuem um rebanho bovino de 349.607 cabeças, bubalino 90 cabeças, caprinos 153 cabeças, equinos 4.674 cabeças, ovinos 2225 cabeças e suínos 3616 cabeças.
Em 2015 a área plantada com cultura permanente foram as seguintes: Banana 500 hectares plantados, Cacau 15 hectares, Café 10 hectares, Guarana 2 hectares, Laranja 20 hectares, Limão 10 hectares, Maracujá 5 hectares,.
Em 2015 a área plantada com cultura temporária foram as seguintes: Abacaxi 50 hectares, Arroz 6000 hectares, Feijão 100 hectares, Mandioca 150 hectares, Melancia 5 hectares, Melão 2 hectares, Milho 8.000 hectares, Soja 18.000 hectares.
O município esta se tornando grande produtor de grãos do norte do estado.
| Produto Interno Bruto dos Municípios - 2013 |           |
| Agropecuária                                | 38.224,37 |
| Indústria                                   | 7.403,93  |
| Serviços                                    | 17.158,74 |
| Administração e Serviços Públicos           | 32.503,03 |
| Impostos                                    | 7.322,41  |

Informações Gerais
| Área da unidade territorial - 2015                                                                                  | 5.801,76 | km²              |
| Estabelecimentos de Saúde SUS                                                                                       | 4        | estabelecimentos |
| Matrícula - Ensino fundamental - 2015                                                                               | 905      | matrículas       |
| Matrícula - Ensino médio - 2015                                                                                     | 407      | matrículas       |
| População residente                                                                                                 | 8.549    | pessoas          |
| Valor do rendimento nominal médio mensal dos domicílios particulares permanentes com rendimento domiciliar - Rural  | 1.508,77 | reais            |
| Valor do rendimento nominal médio mensal dos domicílios particulares permanentes com rendimento domiciliar - Urbana | 1.603,39 | reais            |
| Escolas - Ensino fundamental - escola pública estadual - 2015                                                       | 2        | Escolas          |
| Escolas - Ensino médio - 2015                                                                                       | 2        | Escolas          |

## Turismo
Um dos pontos turísticos  muito falado e ainda pouco desfrutado e o denominado Olho da Xuxa, que é a nascente do rio Nhandú, tem importância estratégica para a conservação da Bacia do Teles Pires. São 4,5 mil litros de água pura por hora que brotam do fundo da terra. A área é tão frágil que basta bater palmas para que a areia se agite com intensidade. Para preservar a relíquia natural, ninguém pode nadar ou pisar no local que mais parece um aquário, mas olhar já vale a pena. Localizada na fazenda água azul que ainda conta com muitas cachoeiras, água mineral cristalina, rios, animais, peixes e muitas florestas.

## Últimos prefeitos eleitos
| Ano  | Prefeito    | Partido | Votos | %     | Ref    |
| ---- | ----------- | ------- | ----- | ----- | ------ |
| 2004 | Nelson Tex  | PPS     | 1.803 | 50,96 | [ 7 ]  |
| 2008 | Brito       | PT      | 2.167 | 54,39 | [ 8 ]  |
| 2012 | Helio       | PSB     | 2.034 | 53,67 | [ 9 ]  |
| 2016 | Toni Mafini | PSDB    | 2.604 | 68,62 | [ 10 ] |
| 2020 | Toni Mafini | PL      | 1.831 | 51,33 | [ 11 ] |